# Lankum
I Lankum sono un gruppo irlandese di musica folk contemporanea formato a Dublino, composto dai polistrumentisti Ian Lynch, Daragh Lynch, Cormac MacDiarmada e Radie Peat.
Originariamente un duo composto dai fratelli Lynch, conosciuti come Lynched, la coppia ha pubblicato l'album di debutto, Where Did We Go Wrong?! nel 2003. Ritornati in Irlanda, dopo un periodo di tournée internazionali, i fratelli approfondirono il loro interesse per le Sessioni di musica tradizionale irlandese di Dublino, che li fecero conoscere alla cantante e polistrumentista Radie Peat e al violinista Cormac MacDiarmada.
Come gruppo di quattro elementi, hanno pubblicato gli album Cold Old Fire nel 2014 e Between the Earth and Sky nel 2017. Nel 2018 sono stati nominati Miglior gruppo folk agli RTÉ Folk Music Awards, mentre Radie Peat è stata nominata Miglior cantante folk. Il gruppo è stato nominato per l'RTÉ Choice Music Prize Irish Album of the Year nel 2017 per l'album Between the Earth and Sky, e ha vinto il premio nel 2019 e nel 2024 per gli album The Livelong Day e False Lankum.
Il quarto album in studio del gruppo, False Lankum (2023), è stato pubblicato con un ampio successo di critica e ha aumentato significativamente la notorietà del gruppo. È stato nominato per il Mercury Prize e si è piazzato ai primi posti in diversi elenchi dei migliori album di fine anno.

## Giudizi critici
La loro musica è stata paragonata a dei "Pogues più giovani, più oscuri, con un potere più sorprendente". Recensendo il loro terzo album The Livelong Day (2019) per The Guardian, Jude Rogers lo ha descritto come "un album folk influenzato dalle trame ambientali di Sunn O))) e Swans, e in più con l'intensità sonora di Xylouris White e dei My Bloody Valentine".

## Membri
Membri attuali

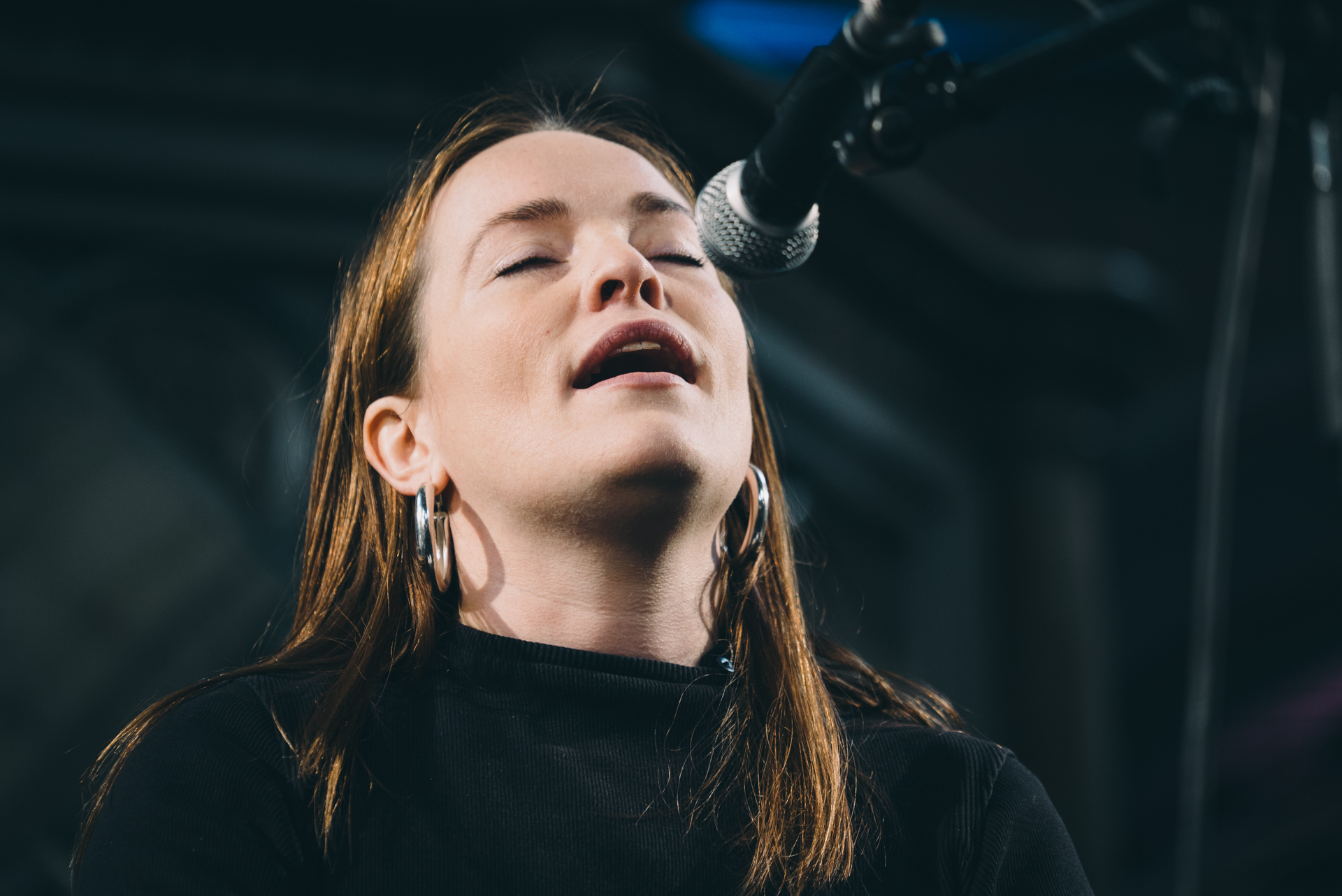
Radie Peat

- Ian Lynch – voce, cornamuse, concertina, fischietto, percussioni (2000 - presente)
- Daragh Lynch – voce, chitarra, percussioni, pianoforte (2000 - presente)
- Cormac Mac Diarmada – voce, violino, viola, banjo, contrabbasso, vibrafono, pianoforte, percussioni (2013 - presente)
- Radie Peat – voce, bayan, concertina, armonium, organo, pianoforte, organo elettrico, arpa, mellotron (2013 - presente)

Altri componenti dal vivo
- John Dermody – batteria, percussioni (2023-oggi)

Ex membri
- Cian Lawless - Manager di Lankum e uno dei primi membri della band; ha scritto "Cold Old Fire" [6]

## Discografia
- Where Did We Go Wrong?! (2003)[7] – come Lynched (solo Ian and Daragh Lynch)
- Cold Old Fire (2014) – come Lynched[8]
- Between the Earth and Sky (2017)[9][10]
- The Livelong Day (2019)
- False Lankum (2023)